# Ontologia BFO
Basic formal ontology (BFO) – niewielka ontologia wyższego poziomu opracowana w celu wspierania procedur pobierania informacji (ang. information retrieval), analizy oraz integracji informacji w różnych dziedzinach nauki.

## Definicja
Ontologia BFO, jak inne ontologie wyższego poziomu, nie zawiera pojęć dziedzinowych. Zakłada się, że to ontologie dziedzinowe będą wykorzystywały ontologię BFO jako swoją bazę odwołując się do ogólnych pojęć w niej zdefiniowanych. 
Ontologia została opublikowana w kilku formatach: 
- w języku logiki predykatów pierwszego rzędu (BFO FOL),
- w języku logiki drugiego rzędu dostosowanym do potrzeb systemu Isabelle (BFO Isabelle),
- w języku OWL (BFO OWL),
- w języku OBO (BFO OBO).

Wersje ontologii zawierają różnice nie tylko na płaszczyźnie składniowej, ale również semantycznej (różnice dotyczą głównie relacji lub ich braku). 
Taksonomia pojęć ontologii – na podstawie definicji OWL – jest przedstawiona na rysunku poniżej.
Głównym pojęciem ontologii jest klasa entity, która pokrywa swoim znaczeniem „każdy byt, który istnieje, istniał lub zaistnieje”. Najwyższym podziałem klasy entity jest podział między klasy occurrent („byt który się pojawia w czasie”) i continuant („byt który trwa w czasie utrzymując swą tożsamość”).
Zostały wydane 4 wersje ontologii BFO:
1. BFO 1.0, w 2001 roku
2. BFO 1.1, w 2007 roku (dodająca klasę 'generically dependent continuant')
3. BFO 2.0, w 2015 roku (usprawniająca zależności planarne, przestrzenne i rodzic-dziecko[6])
4. BFO 2020, w 2020 roku (dodanie dodatkowych klas, zmiany formalizacyjne, wydanie wersji w ramach normy ISO/IEC 21838(inne języki))

## Zastosowania
BFO zostało przyjęte jako podstawowa ontologia w ponad 600 projektach ontologicznych, głównie w obszarach ontologii biomedycznej, ontologii bezpieczeństwa i obronności (wywiadu) oraz ontologii przemysłowych.
W 2021 roku norma ISO/IEC 21838-2:2021 została opublikowana przez ISO/IEC JTC 1. Norma ISO/IEC 21838 jest normą wieloczęściową. Część 1 normy określa wymagania, które muszą zostać spełnione, aby ontologia została sklasyfikowana jako ontologię najwyższego poziomu przez normę.
W styczniu 2024 roku BFO i Common Core Ontologies (zestaw rozszerzeń ontologii BFO), zostały przyjęte w ramach memorandum jako standardy bazowe dla prac rozwojowych ontologii Departamentu Obrony i Wspólnoty Wywiadowczej Stanów Zjednoczonych.